# 蓋伊·劉易斯
蓋伊·弗農·劉易斯二世（英語：Guy Vernon Lewis II，1922年3月19日—2015年11月26日），美國籃球球員和教練。1956年到1986年擔任休斯敦大學篮球教練。